# NGC 4403
NGC 4403 (również PGC 40656) – galaktyka spiralna (Sab), znajdująca się w gwiazdozbiorze Panny. Odkrył ją William Herschel 20 marca 1789 roku. Prawdopodobnie jest fizycznie związana z sąsiednią galaktyką NGC 4404.